# Люси (австралопитек)

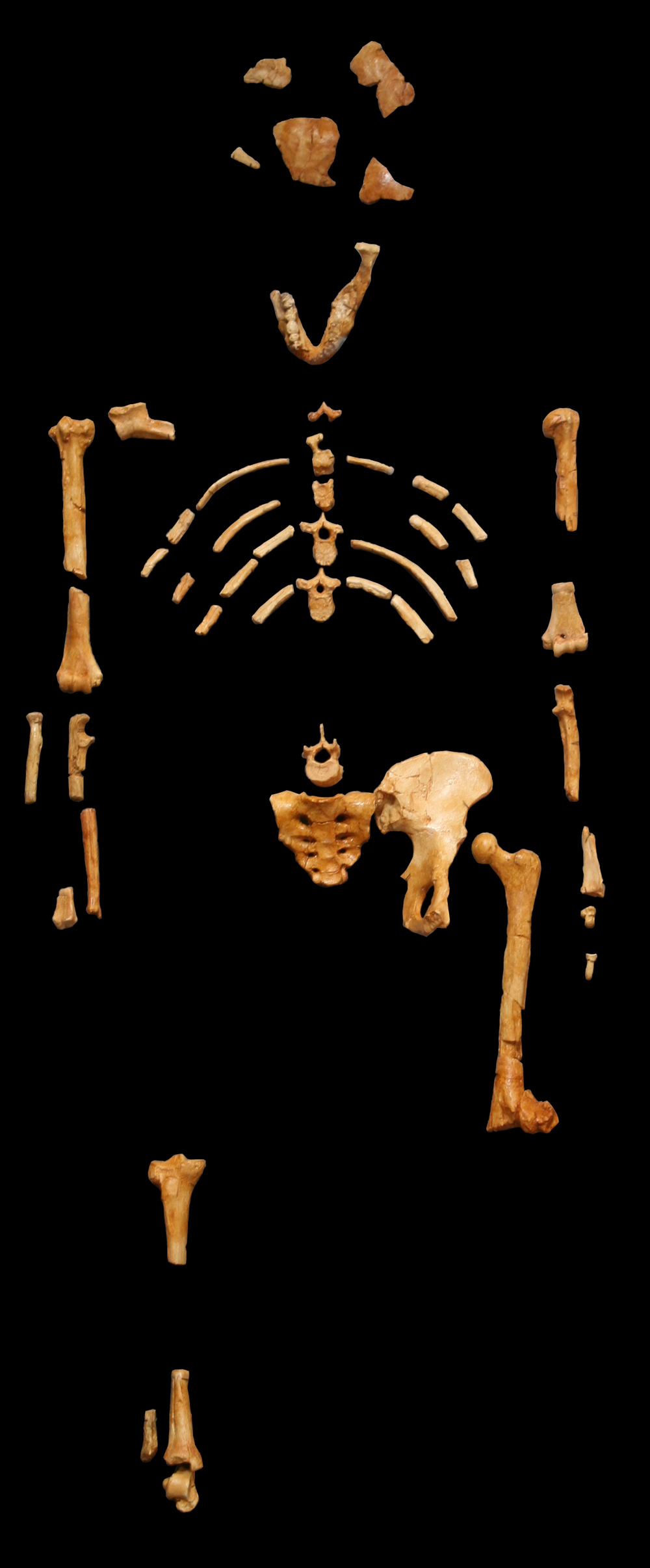
Фрагменты скелета «Люси» (каталожный номер AL 288-1), Национальный музей естественной истории, Париж

Лю́си (англ. Lucy) — скелет женской особи австралопитека афарского (Australopithecus afarensis) AL 288–1, найденный французско-американской экспедицией во главе с Дональдом Джохансоном, в то время — куратором Кливлендского музея естественной истории, 24 ноября 1974 года в долине реки Аваш (впадина Данакиль) в Эфиопии. Люси, которая, по оценкам, жила 3,2 млн лет назад, — первый известный науке представитель своего вида. Учёные нашли свидетельство большого эволюционного скачка от ардипитеков к австралопитекам, представленным скелетом «Люси». Этот переход произошёл, когда гоминины стали адаптироваться к вертикальной ходьбе, характерной для людей. Примерно в это же время большой палец на ногах у предков людей перестает быть хватательным и появляются примитивные каменные орудия (см. Ломекви) труда, что могло повлиять на эволюцию верхних конечностей.

## История открытия
В конце 1960-х — начале 1970-х годов антропологические экспедиции в Эфиопии, работавшие в долине реки Омо, обнаружили много скелетных остатков австралопитековых, которые были похожи на австралопитеков африканских. Фрагменты скелета были также найдены и в других местах, в том числе в Кении, около озера Рудольф (Туркана). В 1972—1974 годах в Афарской низменности работала французско-американская экспедиция, члены которой нашли несколько сотен фрагментов скелета, принадлежащего взрослой женской особи. Сохранность скелета была около 40 % — уникальное явление в антропологии. После находки в лагере учёных царило всеобщее возбуждение, на магнитофоне играла песня группы The Beatles «Люси на небесах в алмазах» (англ. Lucy in the Sky with Diamonds), которая и дала имя находке. Пластиковая копия Люси выставлена в Национальном музее Эфиопии в Аддис-Абебе. Люси является одним из главных персонажей в французском мультфильме «Эволюция» (Pourquoi j'ai pas mangé mon père) 2015 года.

## Описание
Рост Люси составлял всего 105 см, вес — 27 кг. У Люси был маленький мозг (около 400 см³); таз с костями нижних конечностей были сходны по функциональности с человеческими, что свидетельствовало о том, что представители данного вида были прямоходящими. Оценки, сделанные по зубам, говорят о том, что Люси погибла в 25—30 лет.
По мнению Д. Джохансона, Люси утонула в озере, что спасло её останки от хищных животных и падальщиков, благодаря чему её костные останки не были разгрызены и поцарапаны. Дальнейшие исследования палеоантропологов из Техасского университета в Остине при помощи компьютерной томографии выявили, что судя по переломам ног, компрессионным переломам таза и грудной клетки, переломам рук и нижней челюсти, перед смертью Люси упала с высоты 13 метров. По словам Джона Каппельмана, Люси погибла от сильного внутреннего кровотечения. Указание коллеги Д. Джохансона Тима Уайта на то, что трещины и разрывы в скелете Люси были вызваны окаменениями, которые произошли после её смерти, неверно, ибо окаменение вызвало лишь дополнительное растрескивание и разрушение останков Люси. Палеоантрополог Уильям Юнгерс из медицинского центра Университета Стони Брук в Нью-Йорке, изначально скептически относившийся к возможности выявить причину смерти из столь древних костей, также считает, что все доказательства действительно указывают на роковое падение и никакое другое объяснение не может обосновать характер повреждений у Люси.

## В культуре
Австралопитека Люси можно увидеть в компьютерной игре Ancestors: The Humankind Odyssey. Люк Бессон назвал свой фильм 2014 года «Люси» по аналогии с данным австралопитеком, компьютерная модель которого показана в начале и конце фильма.